# Parafia św. Katarzyny w Starym Wielisławiu
Parafia św. Katarzyny Dziewicy i Męczennicy w Starym Wielisławiu znajduje się w dekanacie polanickim w diecezji świdnickiej. Prowadzą ją ojcowie sercanie biali.

## Historia
Parafia była erygowana w XIII w., ale prawdopodobnie świątynia istniała w tym miejscu już wcześniej. Kościół parafialny pw. św. Katarzyny Aleksandryjskiej pochodzi z wieków od XV do XVIII. Jest on znany także jako Sanktuarium Matki Bożej Bolesnej. W 1974 opiekę nad sanktuarium przejęli zakonnicy ze Zgromadzenia Najświętszych Serc Jezusa i Maryi oraz Wieczystej Adoracji Najświętszego Sakramentu Ołtarza nazywani sercanami białymi. We wrześniu 2000 abp Henryk Gulbinowicz wydał Dekret o reaktywowaniu Sanktuarium Matki Boskiej Bolesnej w Starym Wielisławiu, w dekanacie Polanica Zdrój. Na jego podstawie każdy proboszcz pełni równocześnie funkcję kustosza sanktuarium.
Znajdują się tutaj ponadto relikwie Krzyża św. i św. Jana Pawła II.
Wejście do kościoła w kamiennym, prostokątnym portalu zwieńczonym trójkątnym frontonem, zawierający płaskorzeźbę przedstawiającą Katarzynę Aleksandryjską z jej atrybutami: koroną, gałązką palmową i kołem.